# Kerbors
Kerbors (bretonisch: Kerborzh) ist eine französische Gemeinde mit 286 Einwohnern (Stand 1. Januar 2022) im Département Côtes-d’Armor in der Region Bretagne. Sie ist Teil des Arrondissements Lannion und des Kantons Tréguier. Die Bewohner bezeichnen sich selbst als Kerborzien bzw. Kerborzienne.

## Geografie
Kerbors liegt östlich der Côte de Granit Rose im äußersten Norden der Bretagne. Im Nordwesten wird die Gemeinde vom Mündungstrichter des Küstenflusses Jaudy begrenzt, der bei Flut mit dem Ärmelkanal verschmilzt, bei Ebbe aber weitläufige Sandbänke und kleine Felseninseln freilegt. Gegenüber dem Jaudy liegen die Gemeinden Plouguiel und Plougrescant. Weitere Nachbargemeinden sind Pleubian im Nordosten, Pleumeur-Gautier im Südosten sowie Trédarzec im Südwesten.
Die Kleinstadt Tréguier liegt sieben Kilometer südwestlich von Kerbors, die Stadt Paimpol zwölf Kilometer südöstlich. Die Gemeinde Kerbors besteht aus zahlreichen verstreut liegenden Einzelhöfen und Weilern, von denen Bellevue und Crec’h Arhant die größten sind.

## Geschichte
Die Gemeinde entstand erstmals am 21. März 1791, als sie aus dem Gemeindegebiet von Pleubian herausgelöst wurde. Dieser Akt wurde wenig später als illegal angesehen, am 17. Mai 1856 aber neu bestätigt. Der Name Kerbors kommt aus dem bretonischen Ker- (Dorf) und -Porz (Innenhof).

### Bevölkerungsentwicklung
Die Gemeinde verzeichnet seit dem Beginn des 20. Jahrhunderts einen kontinuierlichen Einwohnerrückgang. Während 1896 noch 924 Bewohner gezählt wurden, waren es 1975 noch 368 Einwohner. Auch seitdem setzte sich der Bevölkerungsschwund langsam weiter fort.
| 1962 | 1968 | 1975 | 1982 | 1990 | 1999 | 2006 | 2016 |
| ---- | ---- | ---- | ---- | ---- | ---- | ---- | ---- |
| 483  | 427  | 368  | 318  | 321  | 329  | 355  | 314  |

## Sehenswürdigkeiten
Sehenswert ist die Kirche Unsere Liebe Frau des Schnees (Église Notre-Dame-des-Neiges) im Kern des Dorfes Kerbors.
In der Gemeinde gibt es vier bemerkenswerte Herrenhäuser:
- Manoir de Kerhoz
- Manoir de Troezel Vraz
- Manoir de Troezel Bian
- Manoir de Mez Huel

Das Herrenhaus Kerboz aus dem 15. und 16. Jahrhundert ist als Monument historique ausgewiesen.
Siehe auch: Liste der Monuments historiques in Kerbors

Manoir de Kerhoz
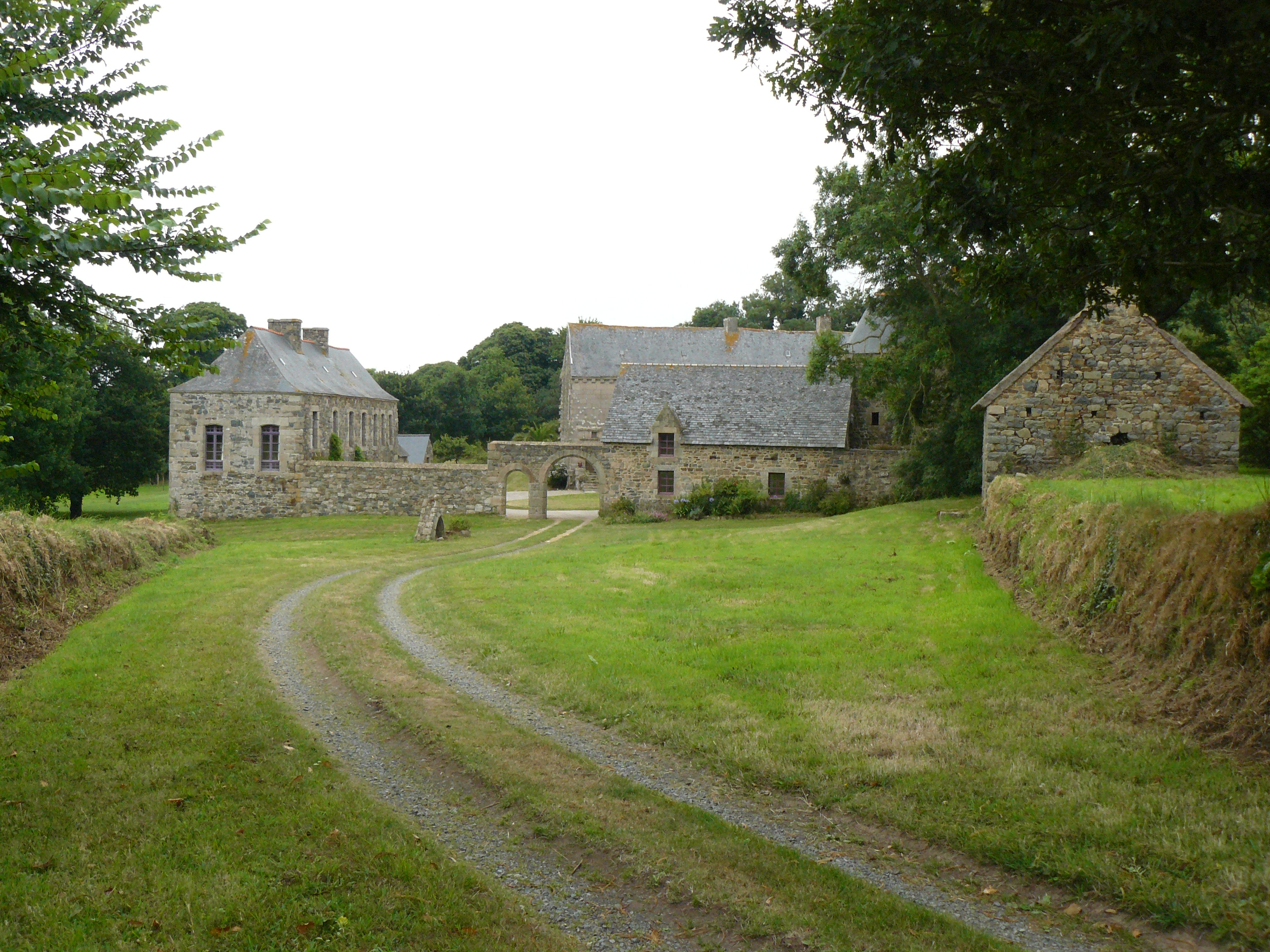
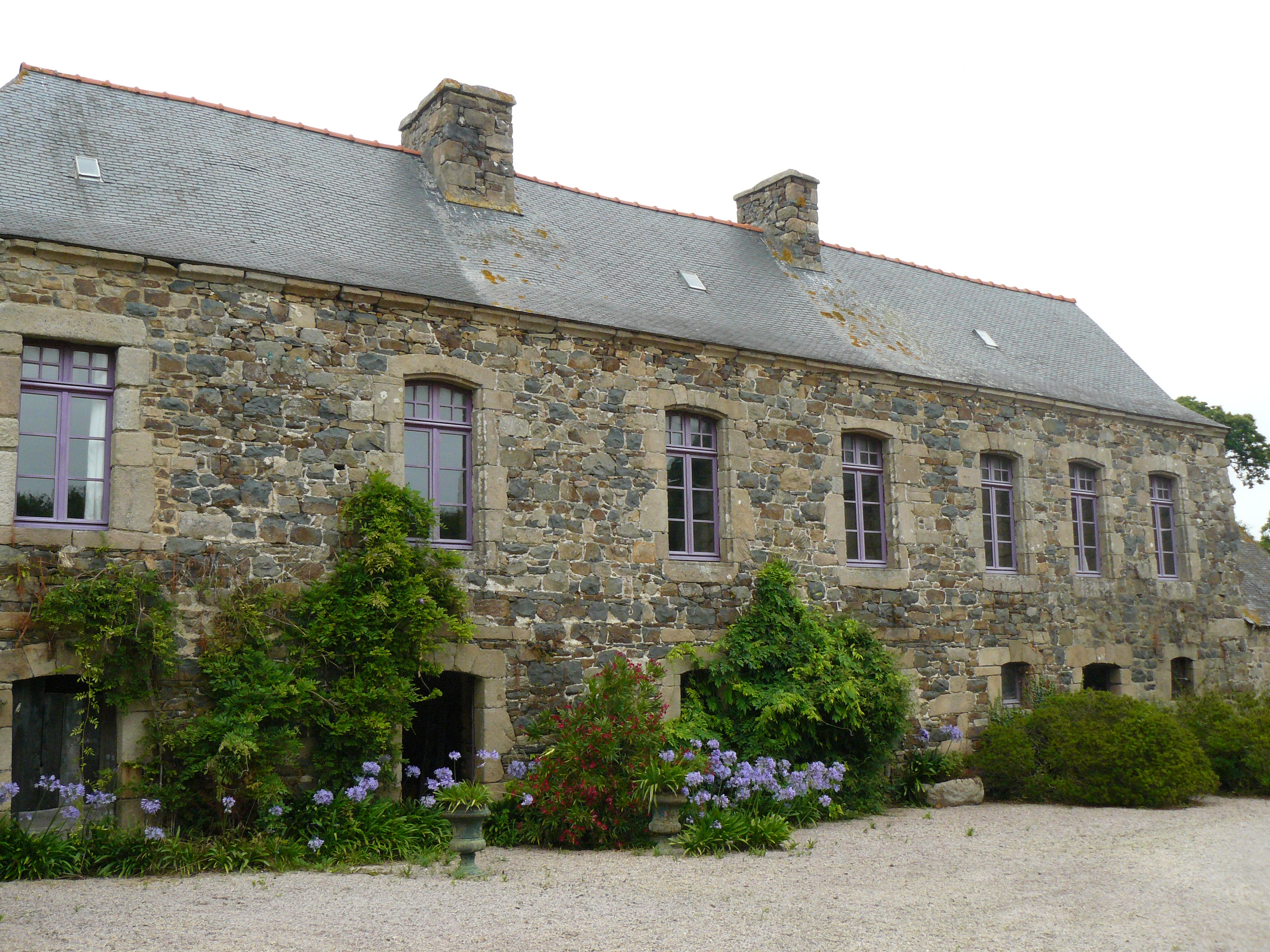
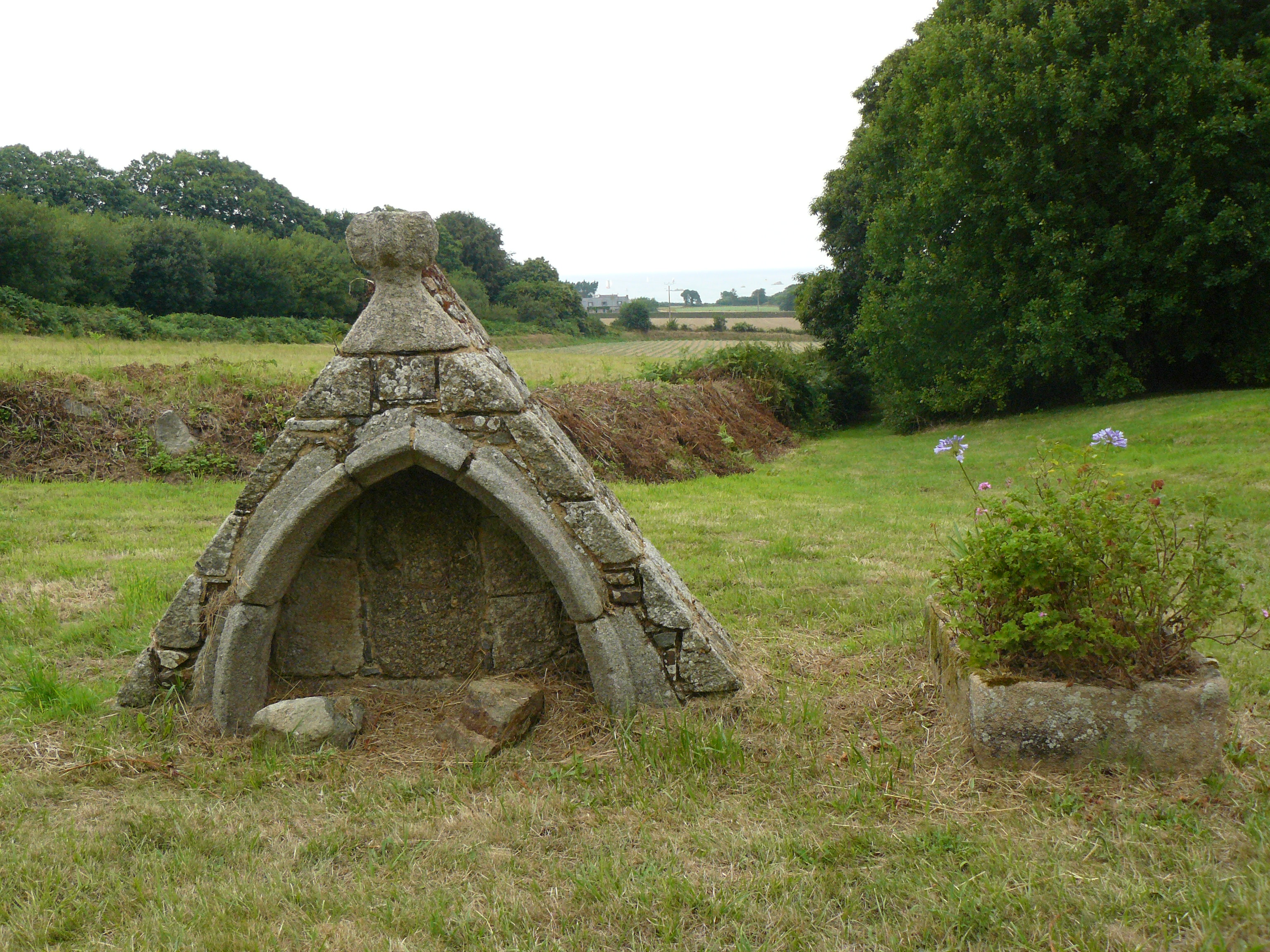

Auch die von jungsteinzeitlichen Dolmen gesäumte „Allée couverte de Men-ar-Rumpet“ ist als Monument historique geschützt.

Allée couverte de Men-ar-Rumpet
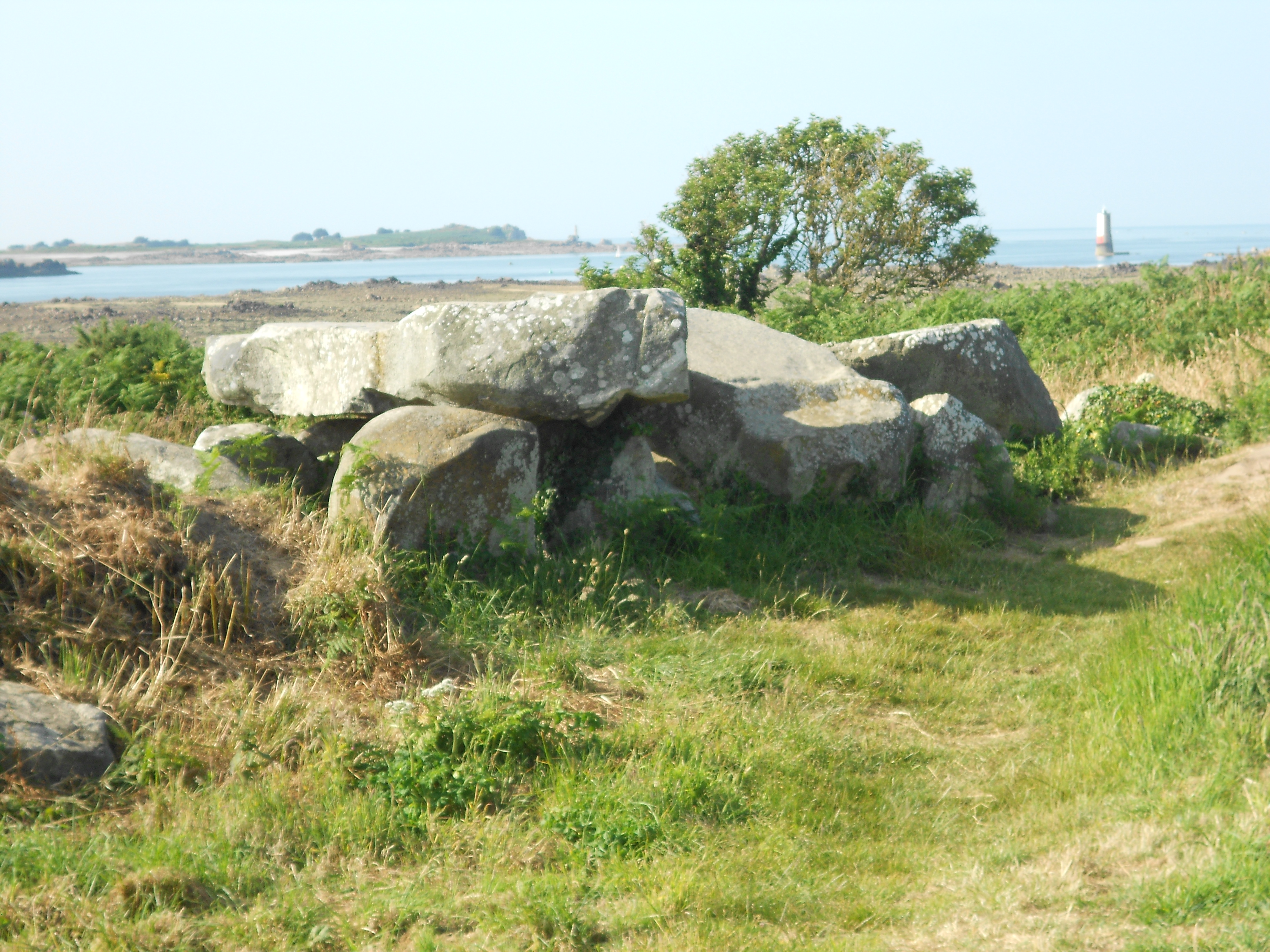
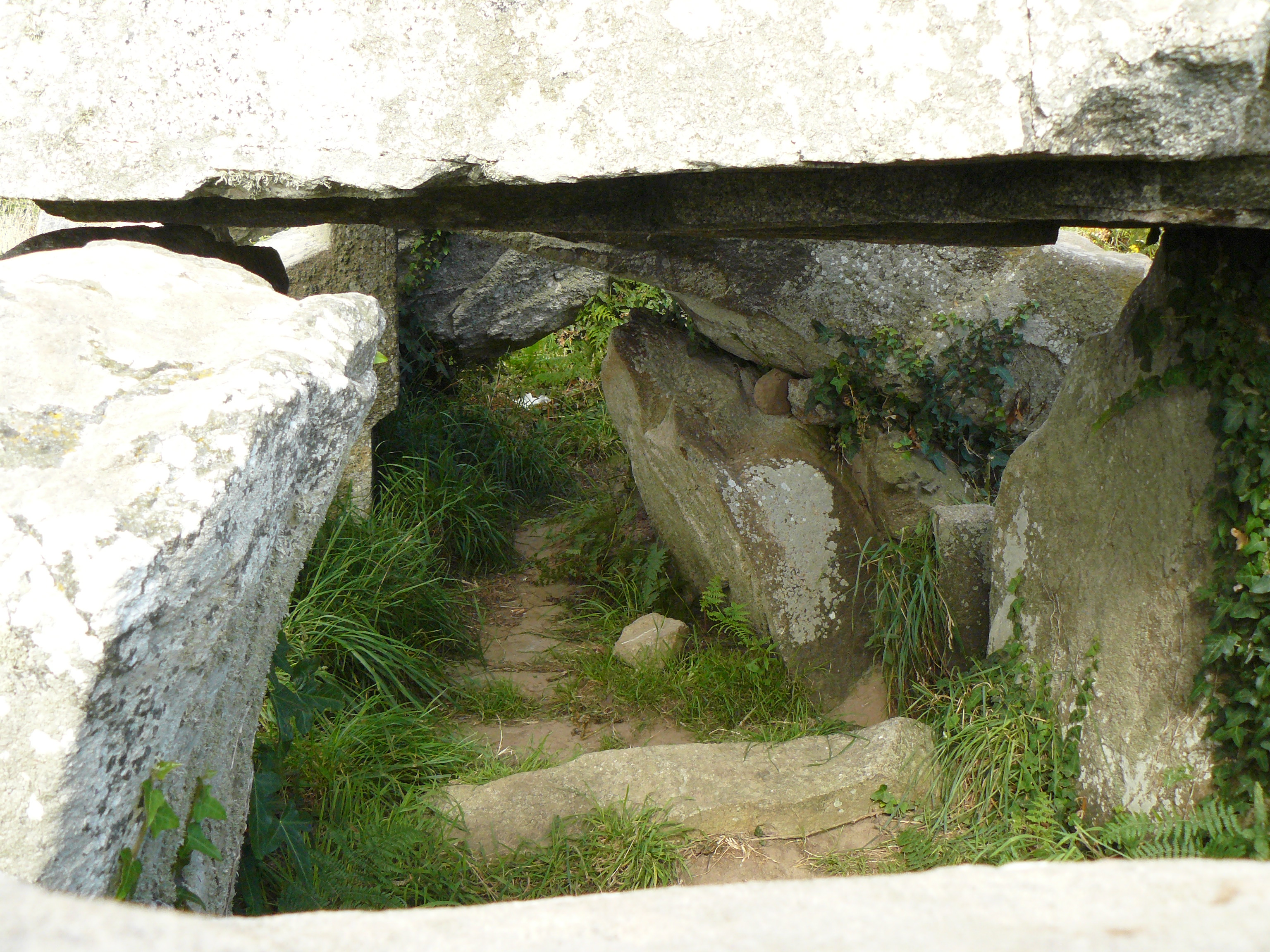
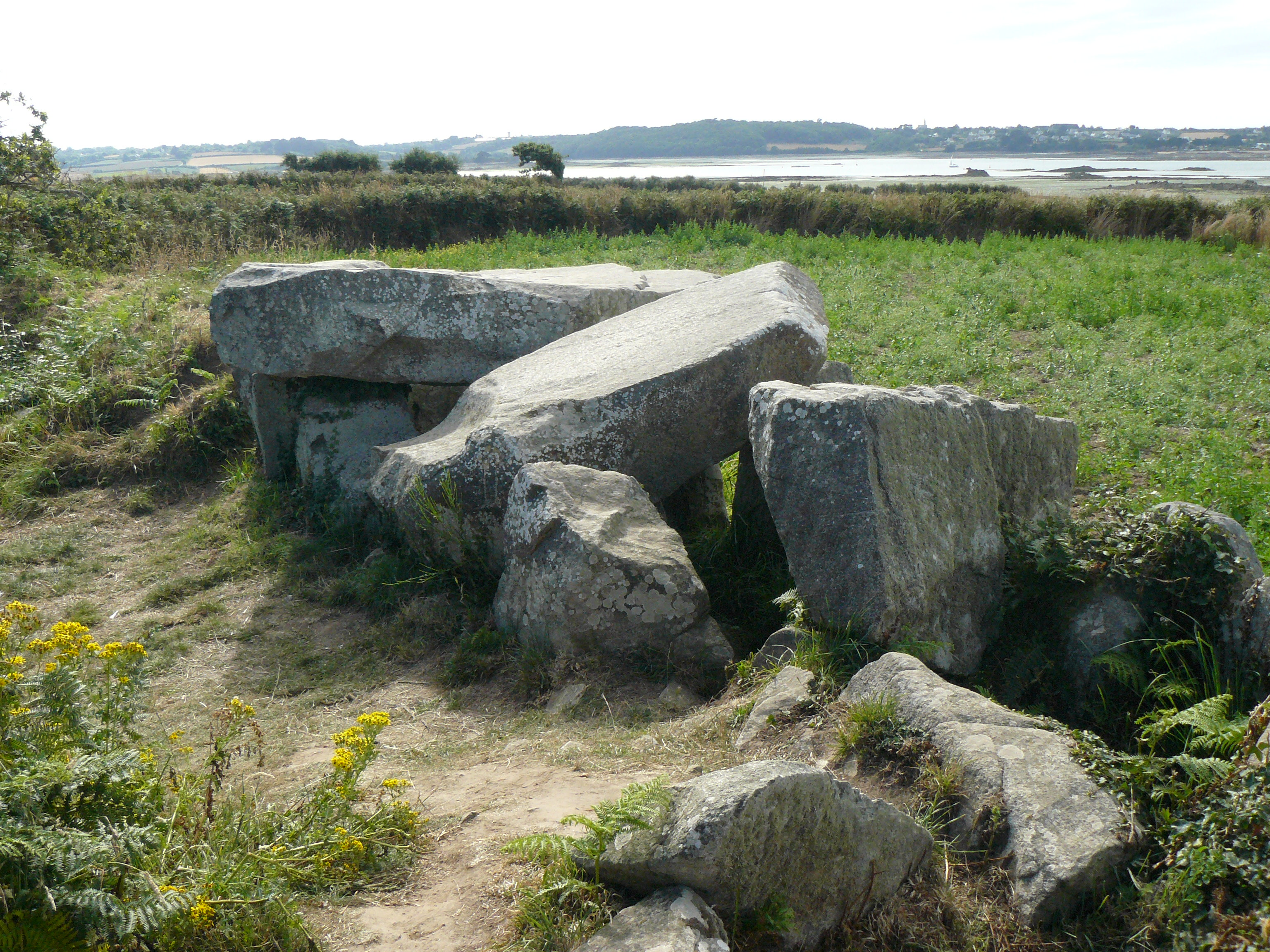

## Belege
1. ↑  Geschichtsabriss auf www.cclezardrieux.fr (Memento des Originals vom 4. Februar 2015 im Internet Archive)  Info: Der Archivlink wurde automatisch eingesetzt und noch nicht geprüft. Bitte prüfe Original- und Archivlink gemäß Anleitung und entferne dann diesen Hinweis. (französisch)
2. ↑  Kerbors auf Cassini.ehess.fr
3. ↑  Eintrag in der Base Mérimée des Kulturministeriums. Abgerufen am 21. Februar 2015 (französisch).
4. ↑  Eintrag in der Base Mérimée des Kulturministeriums. Abgerufen am 21. Februar 2015 (französisch).